# Wichita Falls Fever
Wichita Falls Fever is een voormalige Amerikaanse voetbalclub uit Wichita Falls, Texas. De club werd opgericht in 1989 en opgeheven in 1992.